# Carrapatos e Catapultas
Carrapatos e Catapultas é uma série de desenho animado brasileira, produzida no projeto Anima TV.
O programa é uma coprodução do estúdio Zoom Elefante com a TV Brasil e a TV Cultura. Seu projeto foi um dos dois vencedores de um concurso promovido para apoiar a criação de séries brasileiras.
O criador da série, o roteirista Almir Correia, assume como principais influências desenhos animados de comédia surrealista como A Vida Moderna de Rocko e Bob Esponja, além de seriados de ficção científica.
A primeira temporada de Carrapatos e Catapultas teve 14 episódios, direcionada para crianças de 8 a 12 anos, a série aposta num universo maluco e irreverente, meio real e meio absurdo. Através de um humor baseado na linguagem inocente, a série tem por objetivo fazer os jovens se divertirem e pensarem sobre questões pertinentes ao seu dia-a-dia. A Terceira Temporada Foi estreado em 19 de fevereiro de 2018 na TV Brasil.

## Sinopse
A série Carrapatos e Catapultas apresenta as instigantes aventuras dos carrapatos bicos de pato Bum, Bod, Bolão e Baixinho. Grandes amigos habitantes do Planeta Vaca. Nesse planeta, os carrapatos já nascem com paraquedas, se locomovem através de catapultas, adoram sugar gororoba e pensam que engordando vão explodir para ir morar no mundo dos carrapatos fantasmas, considerado o paraíso para eles.

## Personagens
- Bum - Um carrapato amarelo principal protagonista. Diferente dos demais carrapatos Bum não sonha em explodir e ir pro mundo dos carrapatos fantasmas. Ele tem uma personalidade calma e seus melhores amigos são Bod e Bolão. Ele também é o responsável por Baixinho, seu primo mais novo. No final de cada episódio sempre recebe um telefonema de seus pais do mundo dos carrapatos fantasmas lhe pedindo para explodir também. Seu principal bordão é "Ai, ai, ai, carrapato não tem pai".
- Bod - Um carrapato verde melhor amigo de Bum. Diferente dele Bod tem uma personalidade mais alegre e agitada. Ele assim como os demais carrapatos tenta engordar e explodir para ir pro mundo dos carrapatos fantasmas, porém ele nunca consegue estando sempre emagrecendo. Seu principal bordão é "carambolotas".
- Bolão - Um enorme carrapato roxo amigo de Bum e Bod. Ele é extremamente gordo e está sempre engordando na esperança de poder explodir como todos os carrapatos, o que parece nunca acontecer. Não é muito esperto e muitas vezes acaba fazendo coisas erradas. O bordão é "Todos explodem, só eu que não explodo".
- Baixinho - Um pequeno carrapato bege primo de Bum. Ele é muito agitado e cheio de energia chegando a se animar com tudo e causar grandes problemas. Ele passou a morar na casa de Bum depois de seus pais explodirem. Seu maior passatempo e vício é ficar saltando de catapultas e falar "Eu também quero!"

### Secundários
- Mãe de Bum - A mãe sem nome de Bum que se encontra agora no mundo dos carrapatos fantasmas junto do pai dele. Ela frequentemente faz ligações pro filho ao final de cada episódio comentando sobre as façanhas feitas por Bum e seus amigos e também pedindo para ele explodir e ir ao mundo dos carrapatos fantasmas ficar junto deles, coisa que Bum se nega fazer.
- Bonaparte - É o chefe de Bum, Bod e Bolão. É muito nervoso tendo uma estatura muito baixa. Ele é uma referência de Napoleão Bonaparte tendo um chapéu igual ao dele.
- Pati - Uma carrapata apaixonada por Bum, trabalha na Suganete. Vários carrapatos são apaixonados por ela, embora ela tenha interesse apenas por Bum,  que não liga para ela e se afasta. Em um episódio ela chega a ser destaque principal quando dois alienígenas atiram um raio, deixando todos os carrapatos apaixonados por ela.
- Carrapato Severino - Um carrapato cantor de baião que mora em uma pedra flutuante. Sempre fala cantando em rimas, tocando sanfona e usando um chapéu de cangaceiro com óculos escuros. Está sempre na companhia de seu parceiro Raimundinho que é seu auxiliar tocando triângulo. Ele é uma referência de Luiz Gonzaga.
- Doutor Froide (médico maluco).
- Dona Dulcina (carrapata velha).
- Carrapato Leonardo (é o inventor).
- Splash (carrapato surfista).
- Tic e Tac (carrapatos mafiosos gêmeos siameses, trabalham para Dom Corleone).
- Dom Corleone (carrapato mafioso arqui-inimigo de Bonaparte).
- Super Hiper Mega Carrrapato (super herói dos carrapatos).
- Pedráculos (arqui-inimigo-amigo) do Super hiper mega carrapato.
- Marylin (é a famosa e referente a Sugar Dimples da Madeline).

## Episódios
| Temporada | Temporada | Episódios | Exibição original    | Exibição original      |
| Temporada | Temporada | Episódios | Estreia de temporada | Final de temporada     |
| --------- | --------- | --------- | -------------------- | ---------------------- |
|           | 1         | 14        | 4 de agosto de 2011  | 15 de abril de 2012    |
|           | 2         | 13        | 8 de julho de 2015   | 1 de fevereiro de 2016 |
|           | 3         | 13        | 1 de janeiro de 2018 | 7 de março de 2018     |

## Lista de episódios

### Temporada 1
1. A Caixa de Luz
2. A Chegada do Baixinho
3. Jack, o Sugador
4. Pegando Onda
5. Toma Que o Ovo é Teu
6. O Rei Bod
7. Popbol
8. Super Hiper Mega Carrapato
9. O Amigo Imaginário
10. Apaixonados por Pati
11. Invenções e Carrapatos Mafiosos
12. O Bolão vai Explodir
13. Os Estagiários e o Tesouro
14. Bolão e Bod vão a Clínica de Engordamento

### Temporada 2
1. Cinema 4D Demais
2. O Foguete Alienígena
3. A Greve dos Catapulteiros
4. O Segredo de Bum
5. Carrapatos Vampiros
6. O Grande Roubo do Banco
7. Não Deixe a Torneira Pingando
8. A Máquina de Fazer Carrapatos Mafiosos
9. Carrapatos Perdidos no Espaço
10. Os Super Hiper Mega Canudinhos
11. A Última Pílula Voadora
12. O Circo Galáctico
13. Procurando Frito

### Temporada 3
1. Missão Quase Impossível
2. A Máquina de Frango Assado
3. A Bolona de Pelo Abandonada
4. A Babá Divertida
5. Piquenique na Floresta do Terror
6. Mãe Hipocondríaca
7. Se Eu Fosse Você
8. A Voz Não Tão Oculta Assim
9. O Dia das Noivas Carrapatas
10. A Carrapata Marylin
11. A Banda dos Carrapatos
12. Carrapatos na Legião Estrangeira
13. Erros de Continuidade

## Transmissão
| País        | Emissora(s)     | Título                  | Primeira Transmissão    |
| ----------- | --------------- | ----------------------- | ----------------------- |
| Brasil      | TV Brasil       | Carrapatos e Catapultas | 17 de abril de 2010     |
| Brasil      | TV Cultura      | Carrapatos e Catapultas | 23 de abril de 2010     |
| Brasil      | Cartoon Network | Carrapatos e Catapultas | 18 de fevereiro de 2012 |
| Brasil      | Tooncast        | Carrapatos e Catapultas | junho de 2013           |
| Brasil      | Boomerang       | Carrapatos e Catapultas | agosto de 2016          |
| Argentina   | Tooncast        | Garrapatas y Catapultas | junho de 2013           |
| Paraguay    | Tooncast        | Garrapatas y Catapultas | junho de 2013           |
| Venezuela   | Tooncast        | Garrapatas y Catapultas | junho de 2013           |
| Uruguay     | Tooncast        | Garrapatas y Catapultas | junho de 2013           |
| Panamá      | Tooncast        | Garrapatas y Catapultas | junho de 2013           |
| México      | Tooncast        | Garrapatas y Catapultas | junho de 2013           |
| Bolivia     | Tooncast        | Garrapatas y Catapultas | junho de 2013           |
| Peru        | Tooncast        | Garrapatas y Catapultas | junho de 2013           |
| Puerto Rico | Tooncast        | Garrapatas y Catapultas | junho de 2013           |
| Colombia    | Tooncast        | Garrapatas y Catapultas | junho de 2013           |
| Honduras    | Tooncast        | Garrapatas y Catapultas | junho de 2013           |
| Ecuador     | Tooncast        | Garrapatas y Catapultas | junho de 2013           |
| Chile       | Tooncast        | Garrapatas y Catapultas | junho de 2013           |
| Costa Rica  | Tooncast        | Garrapatas y Catapultas | junho de 2013           |